# Acoplamiento J
En química nuclear y física nuclear, los acoplamientos J (o acoplamiento espin-espin o dipolo-dipolo indirecto) son mediados por enlaces químicos que conectan a dos espines. Es una interacción indirecta entre dos espines que surge de la interacción hiperfina entre el núcleo y sus electrones locales. En espectroscopía de RMN, los acomplamientos J contienen información acerca de las distancias y ángulos de enlace. Estos acoplamientos también proveen información sobre la conectividad de los átomos en una molécula y son responsables de la separación en las líneas resonantes de moléculas relativamente simples.
Los acoplamientos J son una diferencia en la frecuencia que no es sensible a la intensidad del campo magnético, por lo que se expresa en Hz y no en ppm, como suelen expresarse los resultados de RMN.

## Modelo vectorial y manifestaciones en la asignación de estructuras químicas

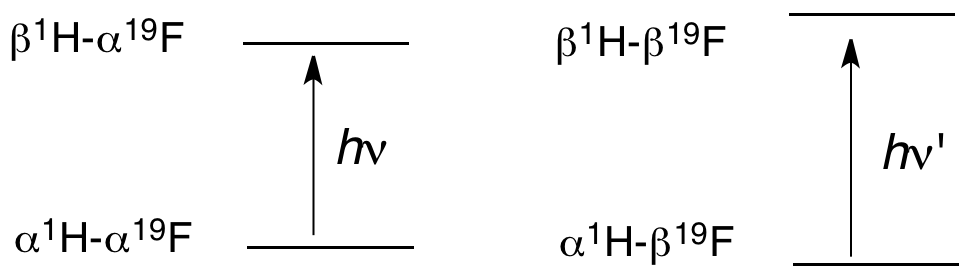
Diagrama de energía que muestra los efectos del acoplamiento J para la molécula de fluoruro de hidrógeno.

El origen del acoplamiento J se puede representar mediante un modelo vectorial para una molécula simple como el fluoruro de hidrógeno (HF). En esta molécula, los dos núcleos tienen espín 1/2. Dependiendo de la alineación de ambos espines nucleares con el campo magnético externo, cuatro estados son posibles (αα, αβ, βα y ββ). Las reglas de selección dictan que el cambio en el número cuántico l sólo puede tomar valores de 1 (Δ I = 1), lo que significa que un fotón (en el rango de la radiofrecuencia) sólo puede afectar ("invertir") a uno de los dos espines nucleares. El acoplamiento J proporciona tres parámetros: la multiplicidad (número de señales múltiples en un mismo valor de desplazamiento químico), la magnitud del acoplamiento (fuerte, medio, débil) y el signo del acoplamiento.

### Multiplicidad

Espectro ^{1}H-RMN de etanol (intensidad de señal contra desplazamiento químico). Para la RMN, hay tres tipos diferentes de H en el etanol (señalados con colores en la imagen). El hidrógeno (H) del grupo −OH no se acopla con los otros átomos de H debido a que está aislado por un enlace con un heteroátomo y aparece como un singlete, pero los hidrógenos CH_{3} − y −CH_{2} − se acoplan entre sí, dando como resultado un triplete y un cuadruplete, respectivamente.

La multiplicidad proporciona información sobre el número de átomos acoplados a la señal de interés. Para sistemas simples, como el acoplamiento 1H– 1H, la multiplicidad es el número de protones magnéticamente no equivalentes, adyacentes a la señal de interés, más uno. En el caso del etanol (ver figura), cada protón de metilo (CH3, azul) está acoplado a los dos protones de metileno (CH2, verde), por lo que la señal de metilo es un triplete (1+2), mientras que cada protón de metileno está acoplado a los tres protones de metilo, por lo que la señal de metileno es un cuadruplete (1+3). 
Los núcleos con espines mayores a 1/2 (núcleos cuadrupolares), dan lugar a un mayor desdoblamiento, aunque en muchos casos no se observa acoplamiento. Muchos elementos constan de isótopos con espín nuclear y sin él. En estos casos, el espectro observado es la suma de los espectros de cada isotopómero (isómero con diferentes isótopos). Una de las grandes ventajas de la espectroscopia de RMN para analizar moléculas orgánicas es que varios átomos ligeros con espín 1/2 son monoisotópicos (31P y 19F) o tienen una abundancia natural muy alta (1H). Una ventaja adicional es que el 12C y el 16O tienen espín nuclear 0, por lo que estos núcleos, comunes en las moléculas orgánicas, no causan divisiones adicionales.

### Magnitud del acoplamientoJ
Para el acoplamiento 1H–1H, la magnitud de J disminuye rápidamente con el número de enlaces entre los núcleos acoplados, especialmente en moléculas saturadas. En términos generales, el acoplamiento a dos enlaces de distancia (1H–C–1H) es más fuerte que el acoplamiento a tres enlaces de distancia( 1H–C–C–1H). La magnitud del acoplamiento proporciona información sobre los ángulos diedros (formado por 3 enlaces), como se describe en la ecuación de Karplus.
Para el acoplamiento heteronuclear, la magnitud de J está relacionada con los momentos magnéticos nucleares (γ) de los átomos involucrados. El19F, que tiene una γ alta, da lugar a un gran acoplamiento a los protones. 103Rh, con una γ muy pequeña, sólo produce pequeños acoplamientos con 1H. Para corregir el efecto del momento magnético nuclear, a menudo se habla de la "constante de acoplamiento reducida" K, donde:
{\displaystyle K={4\pi ^{2}J \over h\gamma _{x}\gamma _{y}}}
Para el acoplamiento de un núcleo de 13C y un protón directamente enlazado, el término dominante en el acoplamiento JC–H es la interacción de contacto de Fermi, la cual es una medida del carácter s del enlace entre ambos núcleos. 
Cuando el campo magnético externo es muy bajo (como en RMN de campo de la Tierra), el acoplamiento J es del orden de Hz, dominando sobre los desplazamientos químicos que son del orden de mHz y normalmente no se pueden resolver.

### Signo de acoplamientoJ
El valor las constantes de acoplamiento tiene un signo, y las constantes de magnitud similar usualmente tienen signos opuestos.  Si la constante de acoplamiento entre dos espines es negativa, la energía es menor cuando son paralelos, y si su constante de acoplamiento es positiva, la energía es menor cuando son antiparalelos. Para una molécula con una única constante de acoplamiento J, el espectro de RMN no cambia si se invierte el signo de la constante, aunque las líneas espectrales pueden representar transiciones diferentes. Por lo tanto, el espectro de RMN simple no indica el signo de la constante de acoplamiento, y no existe una manera sencilla de predecirlo. 
Sin embargo, para algunas moléculas con dos constantes J distintas, los signos de las constantes se pueden determinar mediante un experimento de doble resonancia.  Por ejemplo, en el ion dietiltalio (C2H5)2Tl+, este método mostró que las constantes metil-talio (CH 3 -Tl) y metileno-talio (CH 2 -Tl) tienen signos opuestos.
El primer método experimental que permitió determinar el signo absoluto de la constante J fue propuesto por Buckingham y Lovering en 1962. Ellos sugirieron el uso de un campo eléctrico intenso para alinear las moléculas en un líquido polar. El campo aplicado produce un acoplamiento dipolar directo de ambos espines. Este acoplamiento se suma a J si sus signos son iguales y se resta si sus signos son contrarios.   Este método se aplicó por primera vez al 4-nitrotolueno, en el cual se demostró que J para dos protones adyacentes (orto-) en el anillo aromático es positiva, debido a que la separación de los picos para cada protón disminuye con el campo eléctrico.  
Otra forma de alinear moléculas y determinar el signo absoluto de J es disolverlas en un cristal líquido nemático.   

## Hamiltoniano del acoplamientoJ
El hamiltoniano de un sistema molecular puede tomarse como:
H = D1 + D2 + D3 ,
- Donde:
- D 1 es la interacciones electrón-orbital, espín-orbital, espín-espín y electrón-espín-campo externo
- D 2 es la interacción magnética entre el espín nuclear y el espín electrónico
- D 3 es la interacción directa de los núcleos entre sí

Para un estado singulete y colisiones moleculares frecuentes, D1 y D3 se aproximan a cero. La forma completa de la interacción de acoplamiento J entre los espines ' I j e I k en la misma molécula es:
H = 2π I j · J jk · I k
donde: Jjk es el tensor de acoplamiento J, una matriz real de 3 × 3. Al depender de la orientación molecular, en un líquido isótropico se reduce a un número llamado acoplamiento escalar . En RMN de 1D, el acoplamiento escalar produce oscilaciones en el decaimiento por inducción libre (FID), así como divisiones en las líneas del espectro.

## Desacoplamiento
A través de la irradiación selectiva de radiofrecuencia, un espectro de RMN puede desacoplarse total o parcialmente, eliminando o reduciendo selectivamente el efecto de acoplamiento con núcleos específicos. Los espectros de RMN de carbono-13 a menudo se registran con desacoplamiento de protones.